# Prestidigitación (película de 1896)
Prestidigitación (en francés, Séance de prestidigitation) es el segundo cortometraje realizado por el director francés Georges Méliès en 1896.

## Producción y lanzamiento
La película reproduce un acto mágico que Méliès realizó en su teatro de ilusiones en París, el Teatro Robert-Houdin.
Prestidigitación es notable por ser la segunda película de Méliès, y la primera en ir más allá del género cinematográfico de actualidad iniciado por los hermanos Lumière y experimentar con el uso de la cámara para capturar un acto de magia teatral. Más tarde, en 1896, con su descubrimiento de la técnica del stop trick, Méliès pudo comenzar a aumentar sus ilusiones teatrales con nuevos efectos especiales exclusivos del cine. Prestidigitación puede verse como la primera incursión de Méliès en el mundo de la ficción.
La película fue lanzada por la Star Film Company de Méliès y en el número 2 de sus catálogos.

## Redescubrimiento
En 2014, la Cinémathèque française recibió una donación del coleccionista François Binétruy: un fragmento corto de una película animada cromolitografiada, rotoscopiada de una película no identificada de Méliès de 1896, y que lo mostraba realizando un truco de magia. Esos fragmentos de animación se habían fabricado desde 1897 en adelante en Alemania y Francia, para uso doméstico en proyectores de juguete.

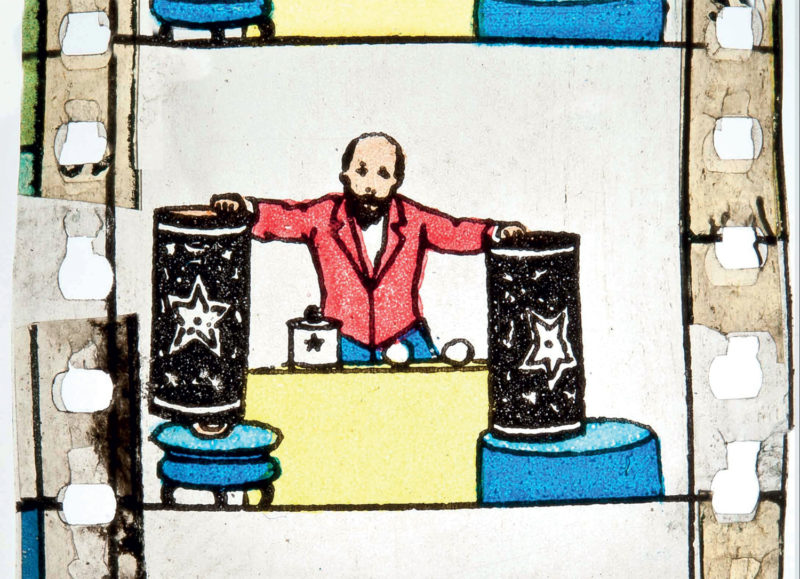
Un fotograma de la versión rotoscopiada de Prestidigitación.

En 2015, la Cinémathèque descubrió otra versión fragmentada del proyector doméstico de la misma película, esta vez reproduciendo los marcos de acción en vivo en blanco y negro original. En julio de 2015, el estudioso de cine Jacques Malthête identificó la película como Prestidigitación de Georges Méliès.